# Sexto Julio César (pretor 208 a. C.)
Sexto Julio César  fue un político y militar romano del siglo III a. C. perteneciente a la gens Julia.

## Familia
Sexto fue el miembro más antiguo de los Julios Césares, una rama familiar patricia de la gens Julia, que aparece en las fuentes. Fue probablemente nieto de Lucio Julio Libón y padre de Sexto Julio César. Algunos autores lo hacen, además, padre de Lucio Julio César, pretor en el año 183 a. C., y abuelo de Lucio Julio César, que lo fue en el año 166 a. C., o, alternativamente, padre de este último. Su propio padre fue un desconocido Lucio Julio César, quizá el primero que tomó el sobrenombre «César».

## Pretura
Obtuvo la pretura en el año 208 a. C. y se le asignó la provincia de Sicilia al frente de los restos del ejército derrotado en la batalla de Cannas. Fue enviado por el Senado a Capua para asesorar al cónsul Tito Quincio Crispino cuando este fue herido en el transcurso de la guerra.